# هوليوود والنجوم (مسلسل)

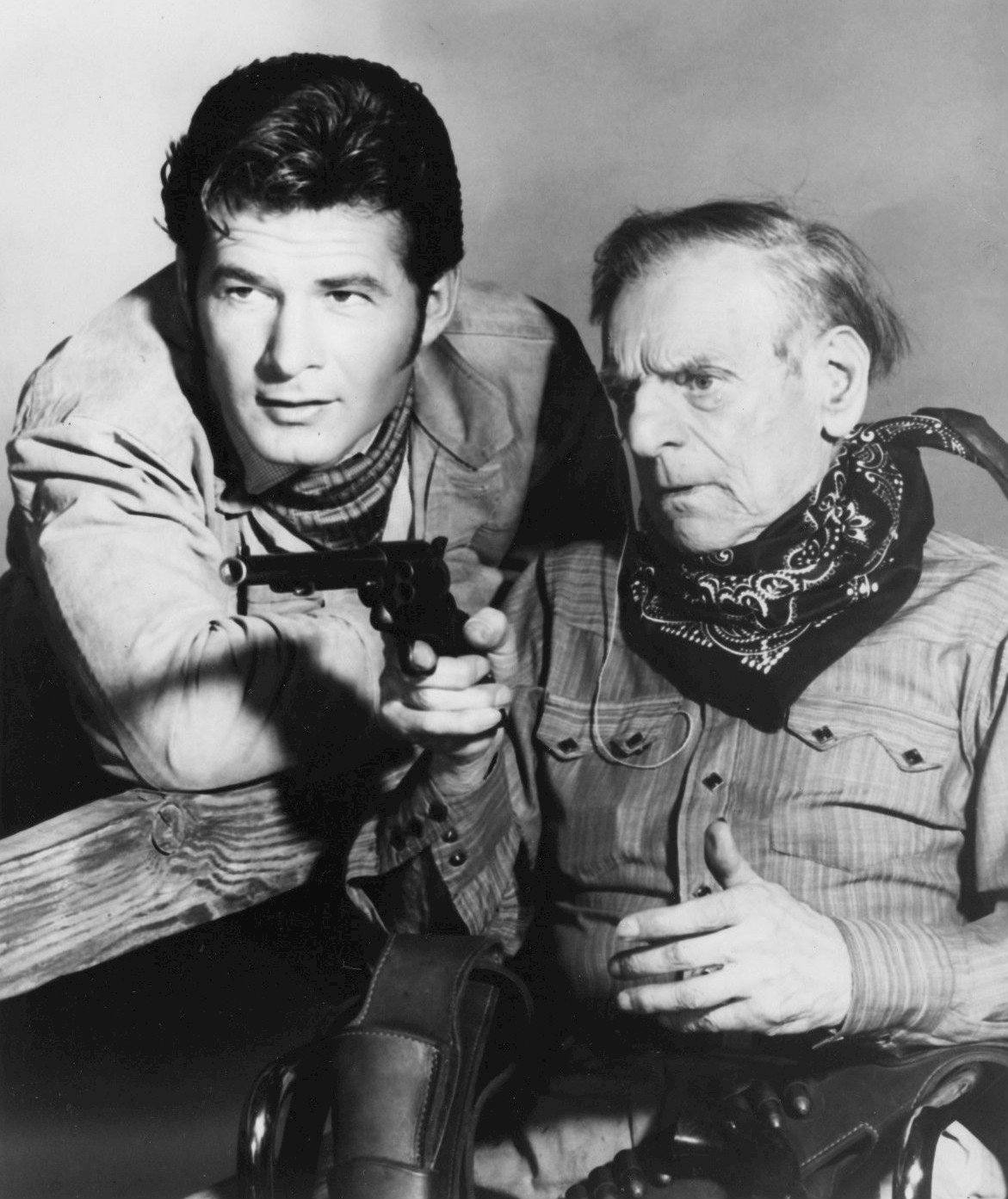
برونشو بيلي أندرسون ، نجم الأفلام الغربية المبكرة وجاري كلارك من مسلسل ذا فيرجينيان التلفزيوني

هوليوود والنجوم كان مسلسل وثائقي تلفزيوني على شبكة إن بي سي عام 1963 أنتجته شركة ديفيد إل وولبر للإنتاج بالاشتراك مع تلفزيون الفنانين المتحدون. رواه جوزيف كوتين مع موسيقى من تأليف إلمر برنشتاين . كان جاك هالي جونيور منتج جميع حلقات المسلسل الـ 31. كما كتب أربع حلقات وأخرج 22 حلقة. كما أنتج الحلقة التجريبية التي استمرت ساعة «النجوم العظيمة» (رواها هنري فوندا )، وتم عرضها في في فبراير 1963.

## الحلقات
المصدر: 
- الرجل المسمى بوغارت (9/30/1963)
- صفارات الإنذار والرموز والبنات الفاتنة (1) (10/7/1963)
- صفارات الإنذار والرموز والفتيات الفاتنات (2) (14/10/1963)
- ذهبوا بهذه الطريقة (21/10/1963)
- الخالد جولسون (28/10/1963)
- كيف تنجح كعصابة (4/11/1963)
- ولادة نجم (11/11/1963)
- بيت ديفيس الغير قابلة للغرق (11/18/63)
- الموسيقى الرائعة (12/2/1963)
- الرجال المضحكين (الجزء الأول) (12/9/1963)
- الرجال المضحكين (الجزء الثاني) (16/12/1963)
- بينغ كروسبي الوحيد (12/23/1963)
- هوليوود، الولايات المتحدة الأمريكية (12/30/63)
- الوحوش التي عرفناها وأحببناها (1/6/64)
- الأصنام المراهقة (الجزء الأول) (13/1/64)
- الأصنام المراهقة (الجزء الثاني) (20/1/64)
- هوليوود تذهب إلى الحرب (1/27/64)
- تشريح فيلم: الكاردينال (2/3/64)
- العاشقون العظماء (2/10/64)
- الشاشة الغاضبة (2/17/64)
- المتعثرون (24/2/64)
- في الموقع: ليلة الإغوانة (3/2/64)
- في البحث عن كيم نوفاك (3/9/64)
- بول نيومان : الممثل على عجل (3/16/64)
- ناتالي وود : طفل هوليوود (3/23/64)
- حفل توزيع جوائز الأوسكار: لحظات العظمة (الجزء الأول) (30/3/64)
- حفل توزيع جوائز الأوسكار: لحظات العظمة (الجزء الثاني) (4/6/64)
- أوديسة ريتا هايورث (4/13/64)
- يالها من طريقة للذهاب! : روعة في التحضير (4/20/64)
- المخرجون الكبار (4/27/64)
- الثلاثينيات البرية والرائعة (5/4/64)